# Bell (Wisconsin)
Bell es un pueblo ubicado en el condado de Bayfield en el estado estadounidense de Wisconsin. En el Censo de 2010 tenía una población de 263 habitantes y una densidad poblacional de 1,68 personas por km².

## Geografía
Bell se encuentra ubicado en las coordenadas 46°46′32″N 91°7′10″O / 46.77556, -91.11944. Según la Oficina del Censo de los Estados Unidos, Bell tiene una superficie total de 156.6 km², de la cual 154.64 km² corresponden a tierra firme y (1.25%) 1.96 km² es agua.

## Demografía
Según el censo de 2010, había 263 personas residiendo en Bell. La densidad de población era de 1,68 hab./km². De los 263 habitantes, Bell estaba compuesto por el 93.92% blancos, el 0% eran afroamericanos, el 0.38% eran amerindios, el 1.14% eran asiáticos, el 0% eran isleños del Pacífico, el 0.38% eran de otras razas y el 4.18% pertenecían a dos o más razas. Del total de la población el 0.38% eran hispanos o latinos de cualquier raza.